# HD 50138
HD 50138 — звезда в созвездии Единорога. Находится на расстоянии 1100 световых лет от Солнца. У звезды обнаружен околозвёздный диск.

## Характеристики
HD 50138 относится к типу звёзд Хербига (Ae/Be) спектрального класса B8. Это крупная и очень яркая звезда: по размерам она больше Солнца в 7 раз, а по светимости превосходит его в тысячу раз. Масса звезды оценивается приблизительно в 6 масс Солнца. Температура поверхности составляет приблизительно 13 тысяч кельвинов. HD 50138 впервые в астрономической литературе упоминается в каталоге Генри Дрейпера, изданном в начале XX века. Её можно наблюдать в южной части созвездия Единорога, рядом с рассеянным скоплением M 50.